# Comarca de Costa Rica
A Comarca de Costa Rica é uma comarca brasileira localizada no estado de Mato Grosso do Sul, a 400 quilômetros da capital.

## Generalidades
Sendo uma comarca de segunda entrância, tem uma superfície total de 10.605,7 km², o que totaliza 3% da superfície total do estado. A povoação total da comarca é de 23 mil habitantes, aproximadamente 1% do total da povoação galega, e a densidade de povoação é de 2,1 habitantes por km².
A comarca inclui apenas o Município de Costa Rica. Limita-se com as comarcas de Coxim, Paraíso das Águas, Água Clara e Chapadão do Sul.
Economicamente possui PIB de R$ 567 881 000,00 e PIB per capita de R$ 25 109,70